# Тимошовка (Маньковский район)
Тимошовка (укр. Тимошівка) — село в Маньковском районе Черкасской области Украины.
Население по переписи 2001 года составляло 273 человека. Почтовый индекс — 20131. Телефонный код — 4748.

## Местный совет
20132, Черкасская обл., Маньковский р-н, с. Иваньки